# EW52
EW52 – elektryczne zespoły trakcyjne Polskich Kolei Państwowych, przebudowane z przedwojennych E-91 (EW51) w zakładach Waggonbau Görlitz w NRD w latach 1953–1954.
Trudności w skompletowaniu odpowiedniej liczby wspólnych wózków systemu Jakobsa oraz posiadanie przez PKP większej liczby wózków tocznych wymusiło takie przerobienie pudeł wagonów doczepnych i rozrządczych (sterowniczych), że każdy wagon tego zespołu wyposażony został w dwa własne wózki. Wprowadzone zmiany konstrukcyjne były na tyle poważne, że zdecydowano się na nadanie przebudowanym zespołom nowego oznaczenia. Wyprodukowano 10 EZT tego typu, które wycofane zostały ostatecznie w latach 70. XX w.